# Dicranomyia (Dicranomyia) sabroskyana
Dicranomyia (Dicranomyia) sabroskyana is een tweevleugelige uit de familie steltmuggen (Limoniidae). De soort komt voor in het Australaziatisch gebied.